# Амотивационный синдром
Амотивацио́нный синдро́м — психопатологический синдром, характеризующийся уплощённым аффектом, апатией, уменьшением способности строить долговременные или сложные планы, нарушением способности планирования и низкой фрустрационной толерантностью.
Синдром может возникать в связи с длительным злоупотреблением марихуаной, а также в рамках целого ряда психических расстройств (от аффективных расстройств до шизофрении).